# Legazpi (Baszkföld)
Legazpi egy község Spanyolországban, Gipuzkoa tartományban. Legazpi Urretxu, Zumarraga, Gabiria, Mutiloa, Zerain, Zegama, Oñati, Antzuola és Bergara községekkel határos. Lakosainak száma 8390 fő (2024).

## Népesség
A település népessége az utóbbi években az alábbiak szerint változott:
| Lakosok száma | 8851 | 8673 | 8610 | 8715 | 8684 | 8608 | 8485 | 8371 | 8367 | 8390 |
|               | 2001 | 2004 | 2006 | 2009 | 2011 | 2014 | 2016 | 2019 | 2021 | 2024 |